# St. Georg (Krumbach)

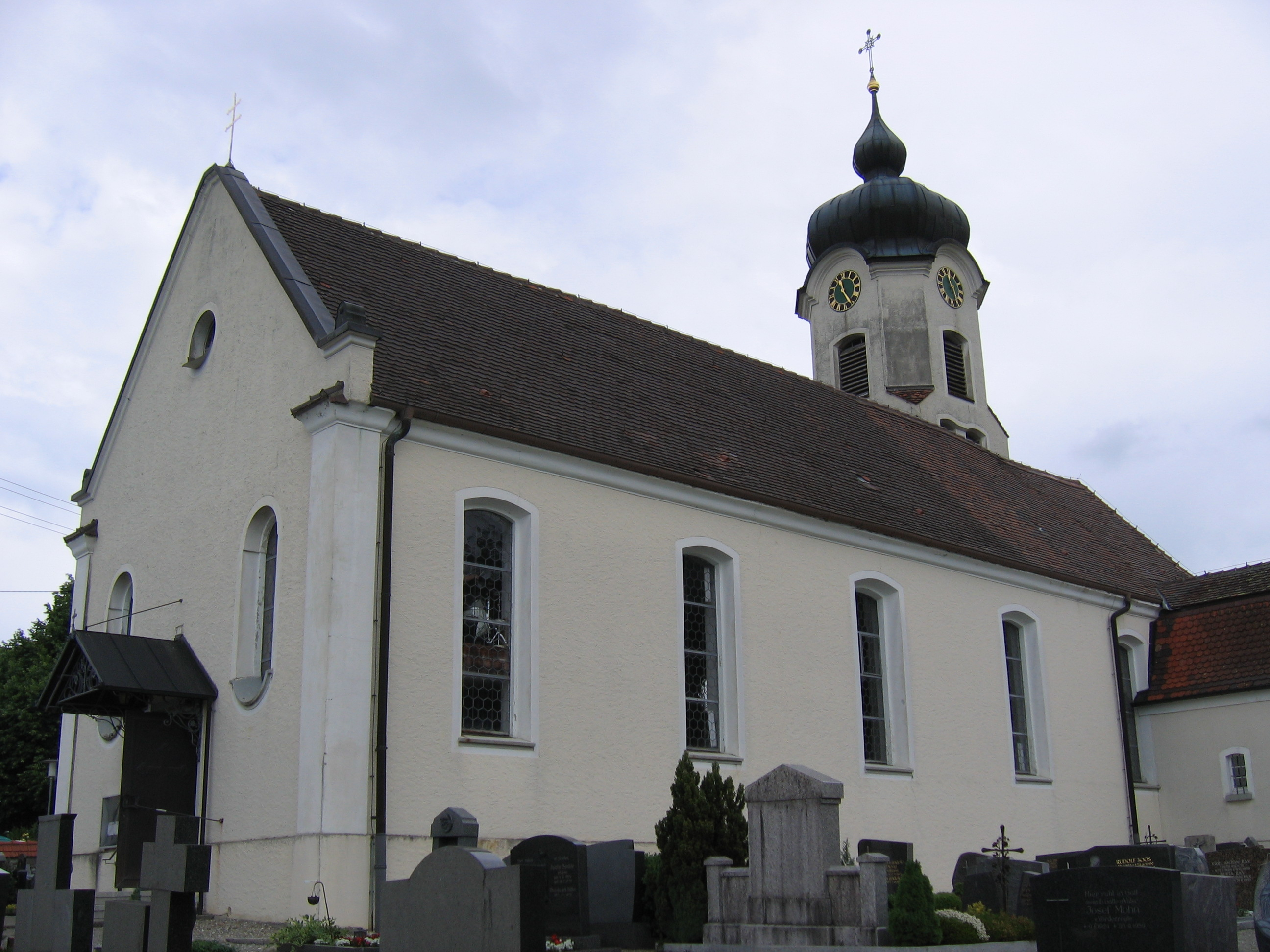
St. Georg in Krumbach

Die römisch-katholische Pfarrkirche St. Georg steht in Krumbach, einem zum Ortsteil Tannau der Stadt Tettnang im Bodenseekreis in Baden-Württemberg gehörenden Weiler. Die Kirchengemeinde gehört zur Diözese Rottenburg-Stuttgart. Das Bauwerk ist beim Landesamt für Denkmalpflege Baden-Württemberg als Baudenkmal eingetragen.

## Beschreibung
Die Saalkirche wurde 1709 durch die Abtei Weingarten errichtet. Sie besteht aus einem Langhaus, einem eingezogenen, dreiseitig geschlossenen Chor im Osten und einem erhalten gebliebenen gotischen Chorflankenturm auf quadratischem Grundriss an dessen Nordwand, der mit einer Zwiebelhaube bedeckt ist. Im Erdgeschoss befindet sich die Sakristei, die an dieser Stelle 1907 aufgegeben wurde. Sein oberstes achteckiges Geschoss erhielt er 1926, das hinter den Klangarkaden an vier Seiten den Glockenstuhl beherbergt. Darüber befinden sich die Zifferblätter der Turmuhr. 
Die Fresken an den Decken stammen von Andreas Brugger. Im Langhaus wurde die Trinität, im Chor die Geburt Christi dargestellt. Zur Kirchenausstattung gehören drei Altäre und eine Kanzel, die aus Bad Saulgau erworben wurden.